# Bordj Ben Azzouz
Bordj Ben Azzouz là một đô thị thuộc tỉnh Biskra, Algérie. Dân số thời điểm năm 2002 là 11.043 người.